# Mala Anastasivka, Novohrad-Volînskîi
Mala Anastasivka (în ucraineană Мала Анастасівка) este un sat în comuna Luciîțea din raionul Novohrad-Volînskîi, regiunea Jîtomîr, Ucraina.

## Demografie
Componența lingvistică a localității Mala Anastasivka
     Ucraineană (99,61%)
     Alte limbi (0,39%)
Conform recensământului din 2001, majoritatea populației localității Mala Anastasivka era vorbitoare de ucraineană (99,61%), existând în minoritate și vorbitori de alte limbi.